# Cacahuète
Pour les articles homonymes, voir Cacahuète (homonymie).

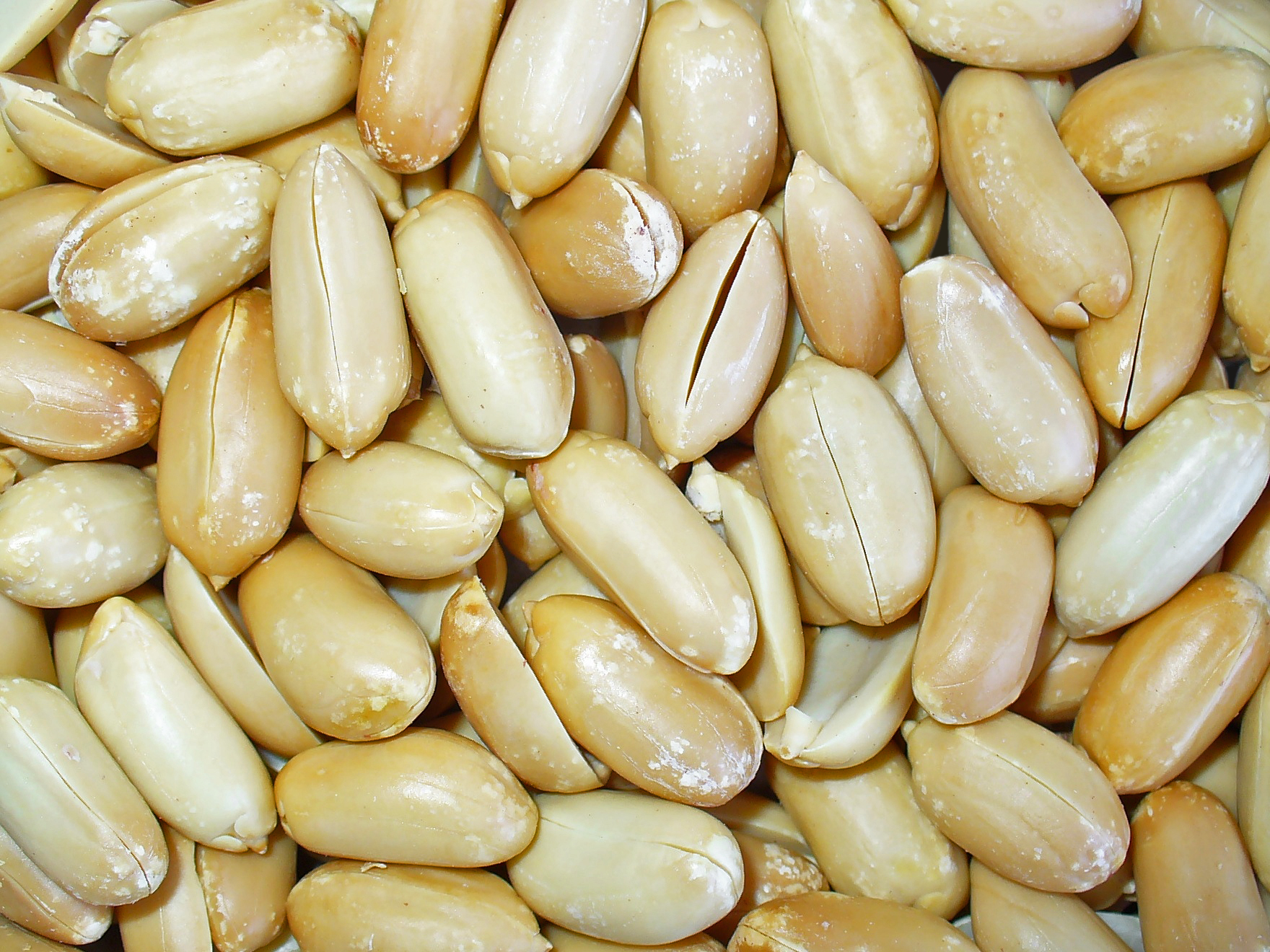
Cacahuètes décortiquées.

La cacahuète, ou cacahouète ( du nahuatl tlālcacahuatl, qui signifie « cacao de terre »), est la graine contenue dans la gousse de l'arachide (Arachis hypogaea), plante de la famille des légumineuses (Fabaceae) originaire d'Amérique du Sud. Il s'agit d'un des fruits secs les plus couramment consommés.

## Étymologie et terminologie
Le terme français de cacahuète est emprunté en 1801 à l’espagnol cacahuete « arachide », antérieurement cacaguate (1653) par emprunt graphique exact, tlacacahuatl (1575), lui-même  issu du mot mexicas tlacacahuatl, de tlalli « terre » et cacahuatl « cacao ». Le terme tlacacahuatl vaut ainsi « cacao de terre ». Les termes « cacao » et « cacahuète » ont le même étymon.

## Description
Les cacahuètes se trouvent par deux dans une gousse. Il peut arriver qu'il y en ai plus, pour cause de malformations par exemple. Elles sont recouvertes d'une fine couche rougeâtre. Sans cette pellicule, les cacahuètes sont entièrement comestibles.

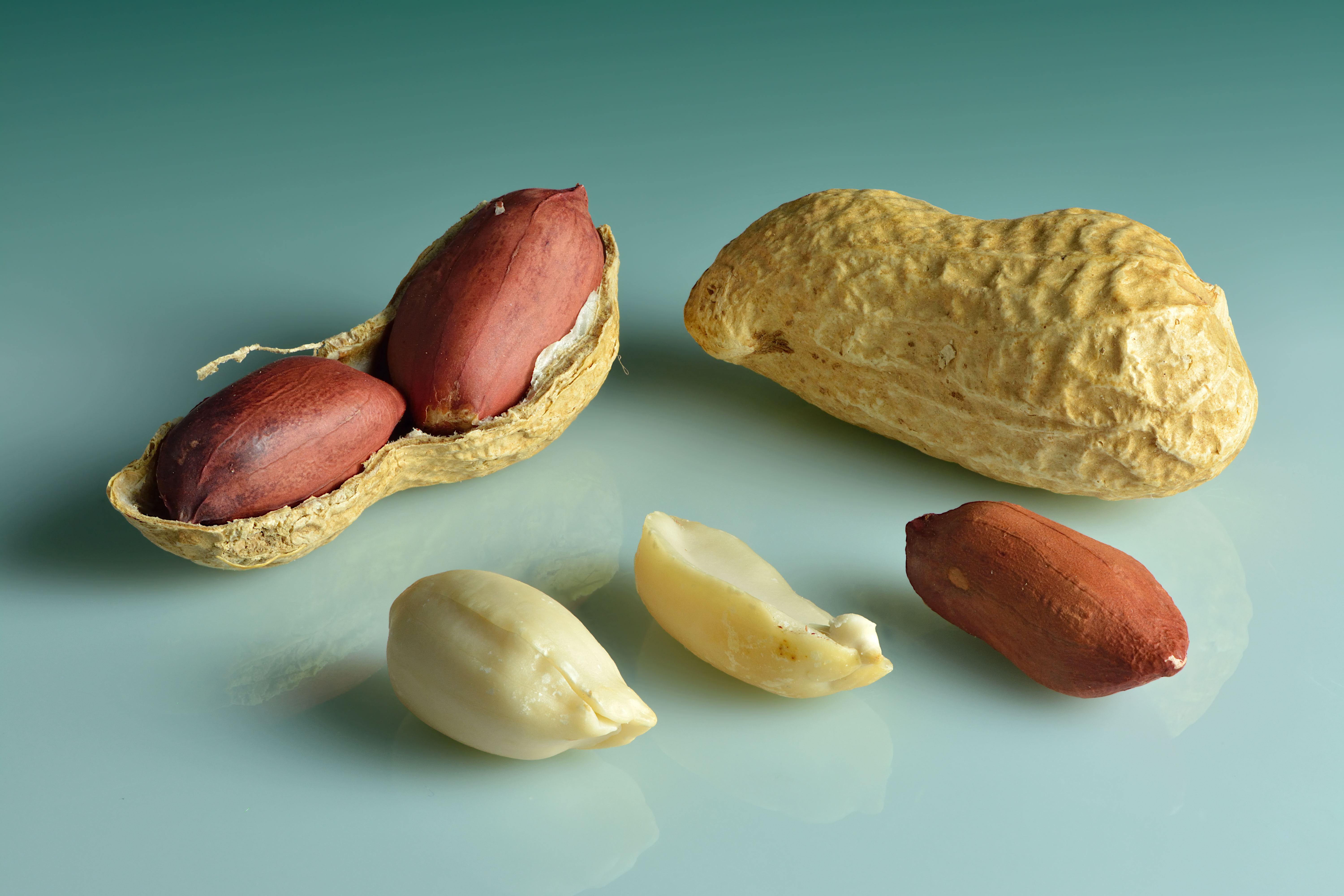
Gousses d'arachide ouvertes et fermées, avec des cacahuètes décortiquées et non-décortiquées.

## Utilisations
La cacahuète est principalement utilisée dans des apéritifs ou collations. Parfois salées ou en assortiments, elles sont considérées par beaucoup comme un aliment de fast-food, ou de malbouffe.

## Valeur nutritive

### Macronutriments
Selon la table Ciqual de l’Agence nationale de sécurité sanitaire de l'alimentation, de l'environnement et du travail (Anses), la cacahuète est riche en lipides (49,1 g/100g) (et jusqu’à 52 g/100g), ce qui en fait un fruit énergétique apportant 623 kcal/100g. Elle est riche en acide gras mono-insaturé (25,5 g/100g), constitué presque exclusivement d’acide oléique (C18:1, oméga-9), avec un taux semblable à celui de la pistache mais loin derrière celui de la noisette (45,7 g/100g) ou surtout de la noix de macadamia (57,2 g/100g). De même son contenu en acide linoléique (C18:2, ω-6) de 12,9 g/100g, la rapproche de la pistache.
La cacahuète se distingue par un taux de protéines record : 22,8 g/100g (et même jusqu’à 26,2 g/100g selon Ciqual). C’est autant que l’escalope de veau panée et à peine moins que le steak haché cuit (23,8 %). Suivant Andersen et al., il y aurait même entre 22 et 30 g/100g de protéines pour les variétés brésiliennes.
Les protéines de la cacahuète se composent des fractions d’arachines, conarachines I et conarachine II, appartenant au groupe des globulines. Les arachines et les conarachines ont des profils d’acides aminés assez semblables, avec toutefois la spécificité des conarachines qui contiennent bien plus de méthionine et de lysine, deux acides aminés essentiels. Les acides aminés limitants des protéines de cacahuète sont la méthionine, la lysine et la thréonine. Comme toutes les légumineuses, la cacahuète doit être associée à d’autres sources de protéines, en particulier des céréales, pauvres en lysine mais équilibrées pour les autres acides aminés.
Selon Protein Digestibility Corrected Amino Acid Score (PDCAAS), les protéines d'arachide (comme les protéines de soja) sont nutritionnellement équivalentes à la viande et aux œufs pour la croissance et la santé humaines (FAO 2002).
Les cacahuètes contiennent 14,8 g/100g de glucides. C’est un taux intermédiaire entre la noix du Brésil (5,28 g/100g) et la noix de cajou (26,7 g/100g), le fruit à coque le plus doux. Ces glucides sont composés d’oligosaccharides, d’amidon (5 %), des hémicelluloses A et B, de sucre (5,9 %), c’est-à-dire des monosaccharides ou diholosides.  
Comme c’est généralement le cas pour les plantes cultivées, on observe des variations de composition importantes selon les cultivars. Dans une étude comparative de six génotypes (cultivars) à forte teneur en acide oléique (FTO) avec dix génotypes à teneur normale en acide oléique, Andersen et al. ont trouvé un taux de 79 à 82 % d’acide oléique pour les génotypes FTO, comparé à 55 à 60 % pour les génotypes normaux (et 50 % pour la table Ciqual). Les ratios acide oléique sur acide linoléique sont de 23:1 à 32:1 pour les HTO et de 2:1 à 3:1 pour les normaux. Certains génotypes qui ont une forte teneur en lipides, connaissent une diminution de leur contenu en lipides lorsque les cacahuètes sont grillées (elles passent de 50 à 45 %). Par contre le grillage n’influence pas le taux de protéines.

### Micronutriments
Les cacahuètes sont une bonne source de magnésium (50,6 % de l’AJR) et de phosphore (57,1 % de l’AJR) et de manganèse (70 % de l’AJR).
Elles sont aussi une excellente source de vitamine B (en particulier de niacine, la vitamine B3) et de vitamine E.

## Composés phytochimiques
Les cacahuètes contiennent des composés phénoliques, comme l’acide p-coumarique (2,53 mg/100g et du resveratrol (0,07 mg/100g) ainsi que des flavonoïdes (189,8 mg/100g).
Les cacahuètes grillées contiennent de 61 à 114 mg/100g de phytostérol, selon les variétés. Le composant principal est le bêta-sitostérol à raison de 78 à 83 %.
La gousse, un sous-produit abondant de la production de cacahuètes, contient aussi de nombreux composés bioactifs consommables, des polyphénols, des flavonoïdes, de la lutéoline, des carotènes et des isosaponarétines.
Dans le cadre d’une étude comparative du contenu phénolique de dix fruits à coque du commerce, Yang et al. ont procédé à une extraction par solvant des composés phytochimiques libres et liés. Ils ont établi par la méthode colorimétrique de Folin-Ciocalteu que la noix commune  possédait le contenu phénolique (1 580 mg/100g) largement le plus grand avec la noix de pécan (1 464 mg/100 g), suivis par la cacahuète, la pistache (572 mg/100 g), la noix de cajou (316 mg/100 g), la noisette (315 mg/100 g) et l’amande (213 mg/100 g)
noix com. > noix de pécan > cacahuète > pistache > …> noisette > amande>noix du Brésil
Une méthode colorimétrique a déterminé le contenu en flavonoïde total :
| Noix                                       | Pécan | Cacahuète | Pistache | Noisette | Amande | Activités antioxydantes de 10 fruits à coque |
| ------------------------------------------ | ----- | --------- | -------- | -------- | ------ | -------------------------------------------- |
| Contenu phénolique total (mg/100 g)        |       |           |          |          |        |                                              |
| 1 580                                      | 1 464 | 646       | 572      | 315      | 213    |                                              |
| Contenu flavonoïde total (mg/100 g)        |       |           |          |          |        |                                              |
| 745                                        | 705   | 190       | 143      | 114      | 93     |                                              |
| Activité antioxydante totale (µmol vit. C) |       |           |          |          |        |                                              |
| 458                                        | 427   | 81        | 76       | 7        | 25     |                                              |

Les mesures d’activité antioxydante de Yang et al. ont établi une suprématie écrasante de la noix commune et de la noix de pécan, suivie de loin par la pistache (5,3 fois moins) et la noix de cajou, l'amande et la noisette (sans différence significative entre les deux derniers). Cette étude suggère que plus le contenu phénolique total est grand, plus est importante l’activité antioxydante.

## Dans la culture
- Caricature Adieu, représentant Jimmy Carter dans un cercueil en forme de cacahuète géante[13].
- Dingo, personnage de bande dessinée de l'univers de Disney, a le pouvoir de se transformer en super-héros (il devient alors Super Dingo) lorsqu'il avale une super cacahuète cueillie dans son jardin. « Cueillie », car ces super cacahuètes ont l'étonnante particularité de ne pas être enfouies dans le sol mais de rester à l'air libre sur les branches du plant[14].